# Jean Thibaudeau
Pour les articles homonymes, voir Thibaudeau.
Jean Thibaudeau, né le 7 mars 1935 à La Roche-sur-Yon (Vendée) et mort le 18 décembre 2013 à Paris 18e,, est un écrivain français.

## Biographie
Romancier, essayiste, auteur dramatique et traducteur, Jean Thibaudeau a été membre du comité de rédaction de la revue Tel Quel à partir de juin 1960, et était un spécialiste de Francis Ponge avec qui il a échangé une correspondance.
Il a traduit en français les œuvres de Julio Cortázar, d'Edoardo Sanguineti, d'Italo Calvino. 
Il est aussi l'auteur, dès 1961, d'une œuvre radiophonique novatrice qui a été traduite et adaptée dans de nombreux pays, et qui a été redécouverte en 1998.

## Œuvres
- Une cérémonie royale, Paris, éditions de Minuit, 1960  prix Fénéon
- Ouverture, Paris, éditions du Seuil, 1966
- Ponge, Paris, Gallimard, coll. « La bibliothèque idéale », 1967
- Imaginez la nuit, roman, Paris, Le Seuil, coll. « Tel Quel », 1968
- Mai 1968 en France, précédé de Printemps rouge par Philippe Sollers, Paris, Le Seuil, coll. « Tel Quel », 1970. Ré-édition Phonurgia Nova, 1998
- Socialisme, avant-garde, littérature : interventions, Paris, Éditions sociales, 1972
- Ouverture... Roman noir ou Voilà les morts, à notre tour d'en sortir, Paris, Le Seuil, 1974
- L'Amour de la littérature, Paris, Flammarion, 1978
- L'Amérique, Paris, Flammarion, coll. Digraphe, 1979  (ISBN 2-08-062513-6)
- Journal des pirogues, Paris, L'Un dans l'autre, coll. « Palimpsestes », 1984  (ISBN 2-904545-01-8)
- Mémoires : album de familles, Seyssel, éd. Comp'Act, coll. « Liber », 1987
- Souvenirs de guerre : poésies et journal, suivi de Dialogues de l'aube, Paris, Hatier, coll. « Haute Enfance », 1991  (ISBN 2-218-03750-5)
- Comme un rêve : roman et autre histoires, Paris, Écriture, 1994  (ISBN 2-909240-09-6)
- Mes années « Tel quel » : mémoire, Paris, Écriture, 1994  (ISBN 2-909240-10-X)
- Lettres à Jean Thibaudeau par Francis Ponge, présentation et notes du destinataire, Cognac, Le Temps qu'il fait, 1999
- Préhistoires, Monaco / Paris, éd. du Rocher, coll. « Esprits libres », 2004  (ISBN 2-268-04931-0)
- Ouverture [romans], Grenoble, De l'incidence, 2011  (ISBN 978-2-918193-06-7)
- Dans la Neige : collection diptyque aux éditions de la revue Promesse, illustrations de Sylvie Salgues, 1971 (7 exemplaires de I à VII illustrés de 7 aquarelles originales, et 50 exemplaires de 8 à 57 illustrés de 7 estampes en couleurs ; chaque exemplaire signé par l'auteur et l'illustratrice)

## Mise en scène
- Le concert de vocables, mise en scène de Christian Rist et Jean Thibaudeau, texte de Francis Ponge. Avec Nelly Borgeaud, Catherine Ferran, Denise Gence (et al.). Représentation à Avignon (France),  21 juillet 1985.

## Entretiens radiophoniques
- [Cinq] entretiens avec Alain Robbe-Grillet, France Culture, 1975 - 1 disque compact enregistrable (1 h 7 min 55 s), Institut national de l'audiovisuel, collection Entretiens avec..., 1986
- [Quatre] entretiens avec Italo Calvino, France Culture, 1976 - 2 disques compact enregistrables (54 min 27 s et 51 min 19 s), Institut national de l'audiovisuel, collection Entretiens avec..., 1986

## Fictions radiophoniques
- Reportage international d'un match de football réalisé par Alain Trutat, France Culture, 1961 - 1 disque compact (74 min), éditions Phonurgia nova / Ina, collection Les Grandes heures de la radio.., 1998  (ISBN 2-908325-09-8)
- Mai 68 en France, 1 livre et 1 disque compact d'archives sonores des événements de mai par Europe1, éditions Phonurgia nova, collection Les Grandes heures de la radio.., 1998